# Inzolia
Inzolia, ansonica – odmiana winorośli właściwej o jasnej skórce, pochodząca z Włoch. Uprawiana na Sycylii i w Toskanii z przeznaczeniem na wino i do bezpośredniej konsumpcji.

## Pochodzenie
Pierwsze wzmianki o odmianie pochodzą z Sycylii z 1696 roku. Inzolia jest spokrewniona z innymi tam spotykanymi odmianami, m.in. grillo, frappato, nerello mascalese i moscato giallo. Na toskańskie wyspy trafiła prawdopodobnie przez Sardynię. Istnieją również inne, słabiej udokumentowane teorie, m.in. wiążące szczep z irzolią, wzmiankowaną przez Pliniusza Starszego.

## Charakterystyka
Odmiana dojrzewa dość wcześnie i daje duże, soczyste owoce. Dobrze znosi suszę. Wrażliwa na mączniaka rzekomego.

## Wino
Wino stołowe ma kolor słomkowożółty z zielonymi refleksami i jest delikatnie kwaskowe. Aż do lat 90. XX wieku inzolia była surowcem do masowego tłoczenia win sprzedawanych w hurcie. Przy uprawie na wyżej położonych stanowiskach, wystarczająco wczesnym zbiorze i starannej winifikacji daje bardzo dobre, wytrawne, świeże i aromatyczne wina, o wystarczającej kwasowości.
Inzolia jest używana do produkcji marsali. Odmiana jest autoryzowana do produkcji licznych win regionalnych (IGT) oraz objętych sycylijskimi apelacjami (w tym DOC Marsala), zarówno samodzielnie, jak i w kupażach, a także w Toskanii. Ten region reprezentuje położona na wyspie Elba apelacja Ansonica dell'Elba DOC.

## Rozpowszechnienie
Odmiana jest typowa dla Sycylii, gdzie stanowi jeden z podstawowych szczepów i Toskanii.
Zarejestrowana powierzchnia winnic we Włoszech wynosiła w 1982 roku 14 530 ha, a w 2000 roku 9518 ha. Na Sycylii w 2008 roku było 7795 ha winnic obsadzonych inzolią.

## Synonimy
Dla Sycylii typowe są nazwy inzolia i insolia. Nazwa ansonica jest popularniejsza w Toskanii, a tożsamość odmian została potwierdzona badaniami markerów DNA. Nazwę ansonica w opozycji do innych źródeł preferuje katalog VIVC.
Inne zarejestrowane synonimy to: amsonica, ansolia, ansolica, ansoliku, ansoliku, ansonica bianca, ansora, ansoria, ansorica, anzonaka, anzonica, anzulu, arba solika, erba insolika, inselida, insolia di palermo, insora, inzolia parchitana, nsolia, nsuolia, nzolia, nzolia bianca, nzolia di lipari, nzolia di palermo, soria, zolia bianca.